# Absturz der DC-6 „Theodore Roosevelt“ 1961
Der Absturz der DC-6 „Theodore Roosevelt“  war ein Flugunfall am 10. September 1961, bei dem kurz nach dem Start 83 Menschen starben.

## Flugzeug
Die acht Jahre alte Douglas DC-6 der President Airlines mit dem Namen „Theodore Roosevelt“ befand sich auf einem Charterflug von Düsseldorf nach Chicago mit Zwischenstopps in Shannon und Gander.

## Verlauf
Das Flugzeug startete von der Startbahn 24 des Flughafens Shannon zu einem Nachtflug nach Gander, Kanada.
Kurz nach dem Start sollte die „Theodore Roosevelt“ eine Rechtskurve fliegen. Stattdessen neigte sich die DC-6 um mindestens 90° nach links und stürzte in den Fluss Shannon.
Alle 83 Insassen starben, darunter 65 Landwirte aus Deutschland, die auf den Weg zu einer Tagung waren.
Der Unfall ist bis heute (Mai 2023) der schwerste Flugunfall in Irland.

## Unfallursache
Die Ermittler vermuten den Ausfall des künstlichen Horizonts und/oder den Ausfall des rechten Querruders. Mit ursächlich waren wohl auch das schlechte Wetter und Fehler der Piloten. 1994 wurden irische Ermittlungsunterlagen veröffentlicht, aus denen hervorging, dass der Kommandant Alkohol im Blut hatte.